# Hasan Salihamidžić
Hasan Salihamidžić (Jablanica, 1 de janeiro de 1977) é um ex-futebolista bósnio que atuava como meio-campista. Trabalhou como diretor de futebol do Bayern de Munique entre 2017 e 2023.

## Carreira
Ainda como jogador juvenil do Velež Mostar, Salihamidžić pôde defender a antiga Iugoslávia, na categoria Sub-16. Ele se encontrava justamente com a Seleção em Belgrado quando ocorreu o cerco de Sarajevo, no início da Guerra da Bósnia. Em função do conflito, refugiou-se com o pai na Alemanha, onde prosseguiu a carreira nas categorias de base do Hamburgo. Considerado o primeiro futebolista bósnio a brilhar após a independência de seu país, alcançou sua consagração no Bayern de Munique, clube que defendeu por nove anos. Por lá ele conquistou títulos importantes, como a Liga dos Campeões da UEFA de 2000–01, o Mundial de Clubes do mesmo ano, além de seis edições da Bundesliga e quatro edições da Copa da Alemanha.
Salihamidžić era conhecido principalmente por sua versatilidade nas quatro linhas, podendo jogar aberto em ambos os lados do campo ou mais recuado, fazendo o papel de volante. Além disso, já chegou a atuar como lateral-direito e também como ponta-direita. No entanto, sofreu com lesões ao longo da carreira; ele rompeu os ligamentos cruzados em 2002 e ficou 12 meses se recuperando da lesão, retornando em 2003. Com a camisa do Bayern na temporada 2003–04, ele foi um dos recordistas de partidas ao lado do goleiro Oliver Kahn: ambos atuaram em 46 jogos da equipe.
Após deixar o clube alemão, foi anunciado como reforço da Juventus em janeiro de 2007, assinando por quatro temporadas.

## Títulos
Bayern de Munique
- Copa da Liga Alemã: 1998, 1999, 2000 e 2004
- Bundesliga: 1998–99, 1999–00, 2000–01, 2002–03, 2004–05 e 2005–06
- Copa da Alemanha: 1999–00, 2002–03, 2004–05 e 2005–06
- Liga dos Campeões da UEFA: 2000–01
- Copa Intercontinental: 2001

### Prêmios individuais
- Futebolista Bósnio do Ano: 2000, 2004, 2005 e 2006